# Castelões (Penafiel)
Castelões ist eine Gemeinde im Norden Portugals.
Castelões gehört zum Kreis Penafiel im Distrikt Porto, besitzt eine Fläche von 4,2 km² und hat 1364 Einwohner (Stand 19. April 2021).